# 双河乡 (宣威市)
双河乡，是中华人民共和国云南省曲靖市宣威市下辖的一个乡镇级行政单位。

## 行政区划
双河乡下辖以下地区：
葛菇村、皂卫村、尖山村、云瑞村、新寨村、白所村、梨树坪村、豁戛村、杨村和大桥村。